# Marca de picapedrer

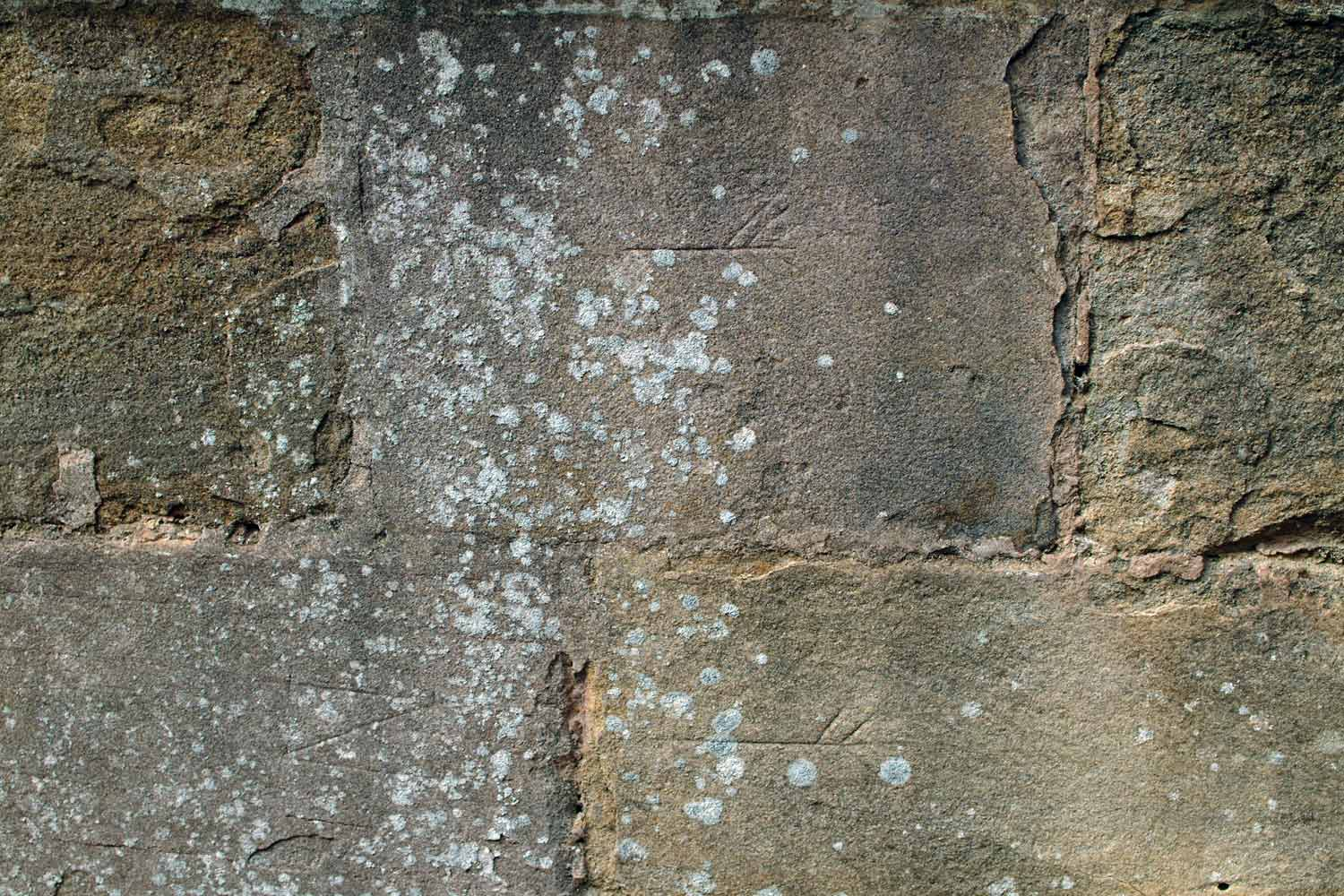
Marques de picapedrer de l'Abadia de Fountains

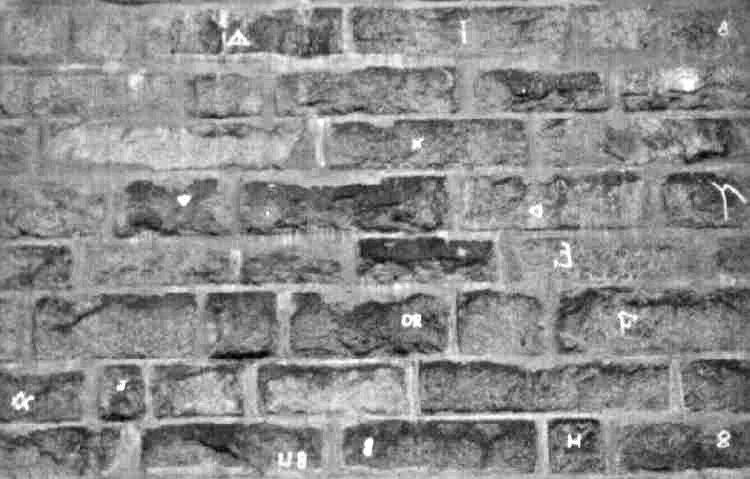
Marques de picapedrer en un viaducte

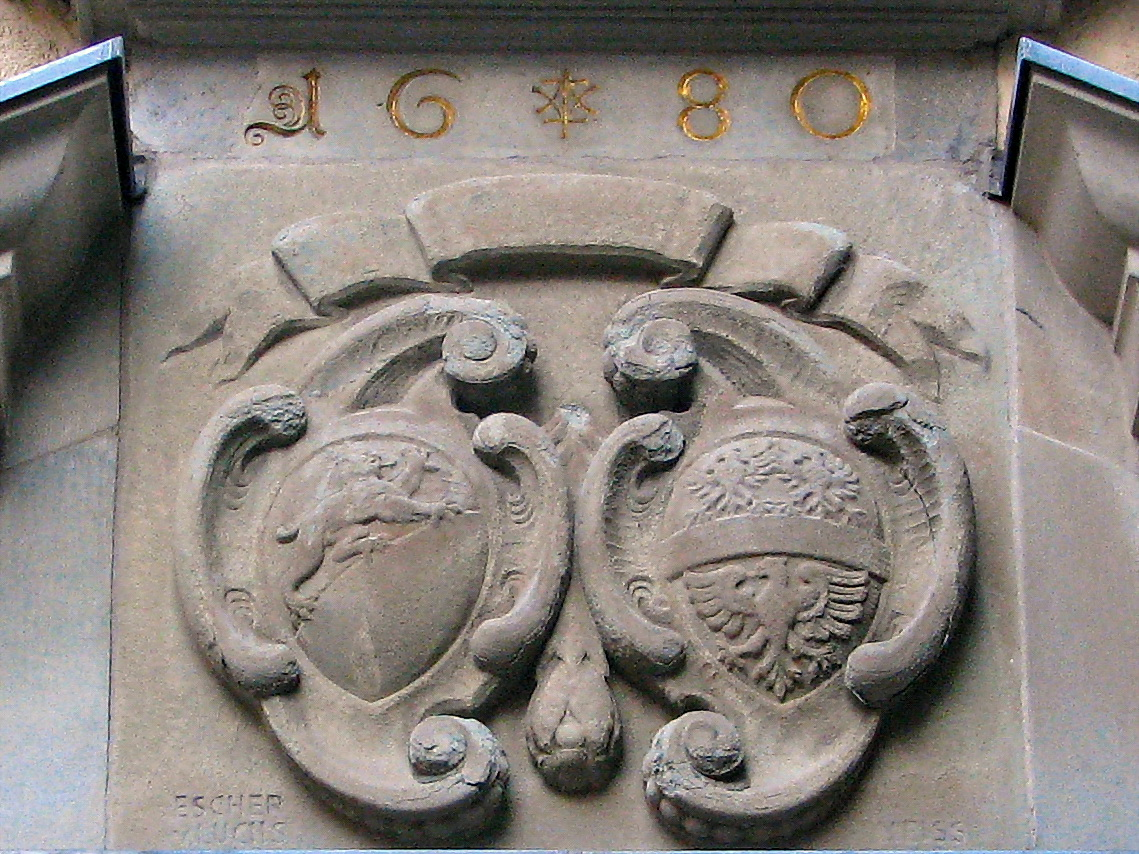
Les marques de la francmaçoneria per sobre dels gravats al portal de Brunnenturm a Zúric

Una marca de picapedrer és un símbol marcat en un carreu que sovint es troba als murs de pedra en edificis i altres estructures públiques. L'estudi d'aquestes marques forma part, entre altres temes, de la gliptografia.
Els símbols anteriors acostumen a adoptar la forma de solcs (o regates) practicats amb burí o cisell en una de les cares de la pedra.
Les marques deixades per les eines dels picapedrers en el procés de talla, tot i que no formen part del present article, són molt interessants i han estat objecte d'estudis particulars.

## Símbols lapidaris
Alguns treballs gliptogràfics prefereixen l'expressió “simbol lapidari” per ser més neutra (comparada amb “marca de picapedrer”) i general. Un signe lapidari seria qualsevol marca tallada, gravada, traçada, dibuixada o pintada que es pot relacionar amb una de les fases de la construcció. Des de la talla en la pedrera, en un obrador o en la construcció de l'obra final. La definició anterior exclou altres signes gliptogràfics: inscripcions votives, incripcions funeràries, incripcions dedicatòries, les spolia (pedres o elements emprats en una construcció manllevats d'una construcció més antiga), les marques posteriors a la construcció, les marques de les eines i els graffiti. També cal excloure les marques de manipulació (caixes de grípia i similars) i de fixació (entalles per a grapes).

## Història
Les marques de picapedrer són habituals en els carreus de les obres antigues i peces de pedra tallada similars.

### Antiguitat
Les marques de picapedrer estàn documentades a Egipte (pel cap baix des del 2200 aC), a Pèrsia –als murs de Pasàrgada, Persèpolis i Ecbàtana (c700 aC)-, a l'Antiga Grècia, a l'Antiga Roma i a l'Imperi Romà d'Orient. En aquest darrer hi ha marques documentades en diversos monuments: l'aqüeducte d'Efes, el teatre de Nicea, la cisterna subterrània de Constantinoble, a Santa Sofia i a molts altres.
Un cas d'estudi destacat pel que fa a les marques de picapedrer és el de la ciutat de Al-Amārna, construïda per ordre del faraó Akhenaton. La construcció es va fer en el temps rècord de dos anys i es basava en carreus de pedra - relativament petits i de mides aproximadament uniformes- modernament anomenats "talatat". Alguns d'aquests carreus estan esculpits en la cara visible i la majoria mostren marques de picapedrer i, eventualment, símbols pintats.

### Edat mitjana
En el període medieval s'edificaren nombroses construccions de pedra tallada: castells, ermites, catedrals, monestirs, ponts, muralles i altres. En molts casos la cara visible dels carreus mostra un simbol lapidari. En altres casos el símbol queda amagat en una de les cinc cares normalment ocultes de la pedra.

#### Gremis
Els signes lapidaris de l'època medieval han estat associats -per part de la majoria d'estudis- als gremis de picapedrers. Cada marca correspondria a la signatura personal de cada picador o la del mestre i cap de colla en una obra determinada. A més de les marques en les construccions de pedra picada antigues hi ha referències puntuals a picapedrers determinats. Però els gremis més antics documentats daten del segle tretze. El gremi de picapedrers és el més antic dels documentats a Barcelona.
- La Confraria de picapedrers de Barcelona ja existia abans de 1211, any en què li foren confirmats alguns privilegis.[9][10][11] La confraria integrava tres oficis diferents però relacionats: picapedrers, llambarders (mestres de casa o mestres d'obra) i molers.[12]
- Exemple d'un contracte. Tot i que de principis de l'Edat moderna (1510) hi ha una escriptura acordada entre els regidors de la ciutat de Reus i un "mestre de fer esglésies" de Lió anomenat Benet Oger.[13] Els contractes medievals devien ser molt semblants.
  - En l'escriptura es detallen les dimensions de les pedres (tres pams x un pam i mig x un pam ?) i el preu a pagar per mils unitats tallades en una pedrera determinada. Per trenta-sis lliures el contractista és responsable de tots els treballs a la pedrera.
  - En les obres pròpiament dites, el mestre en cap (Benet) havia de cobrar quatre sous per dia treballat i podia tenir tres ajudants amb una paga de tres sous per dia.

#### Arquitectura romànica

Beaumont-du-Ventoux
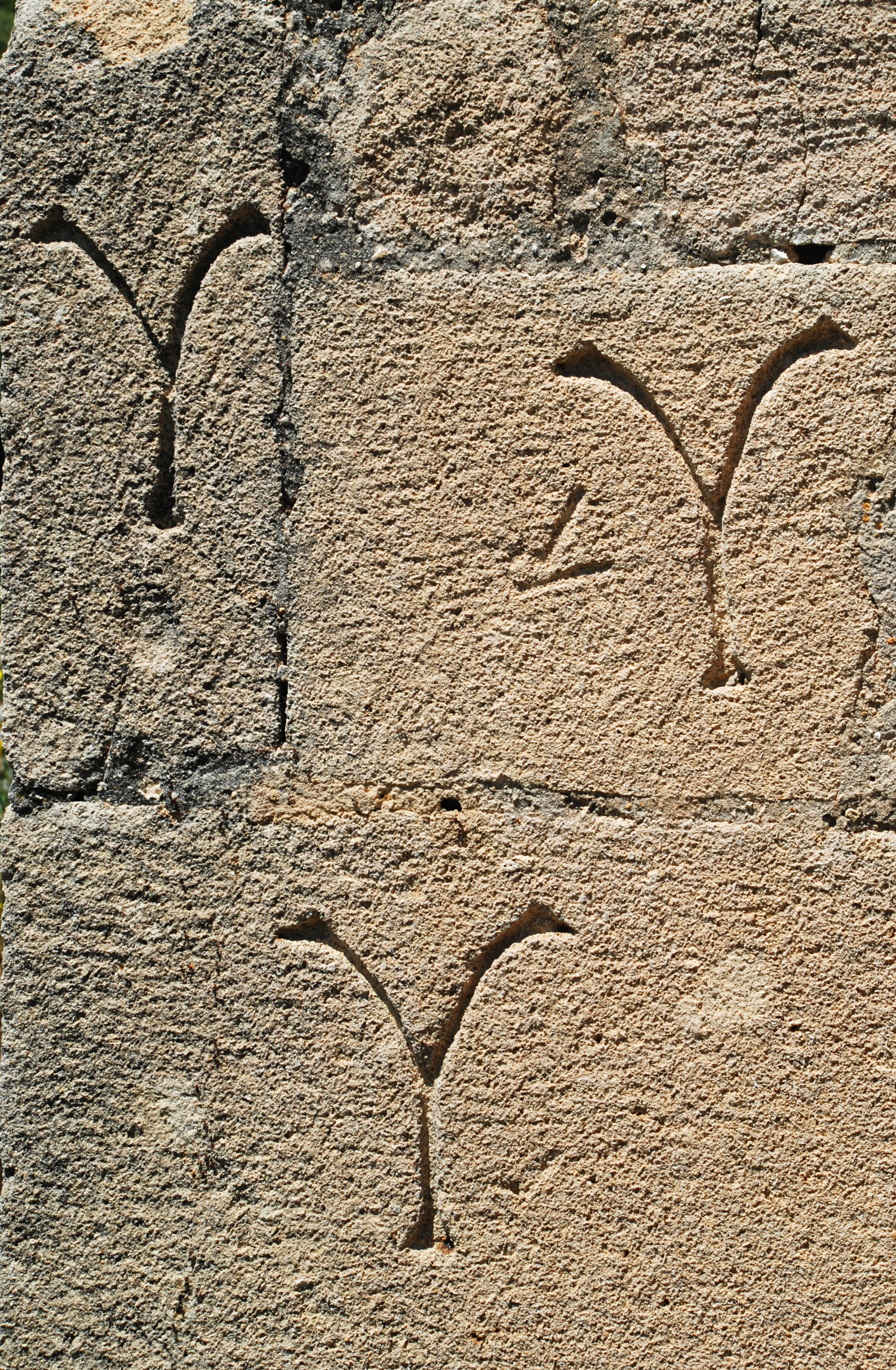
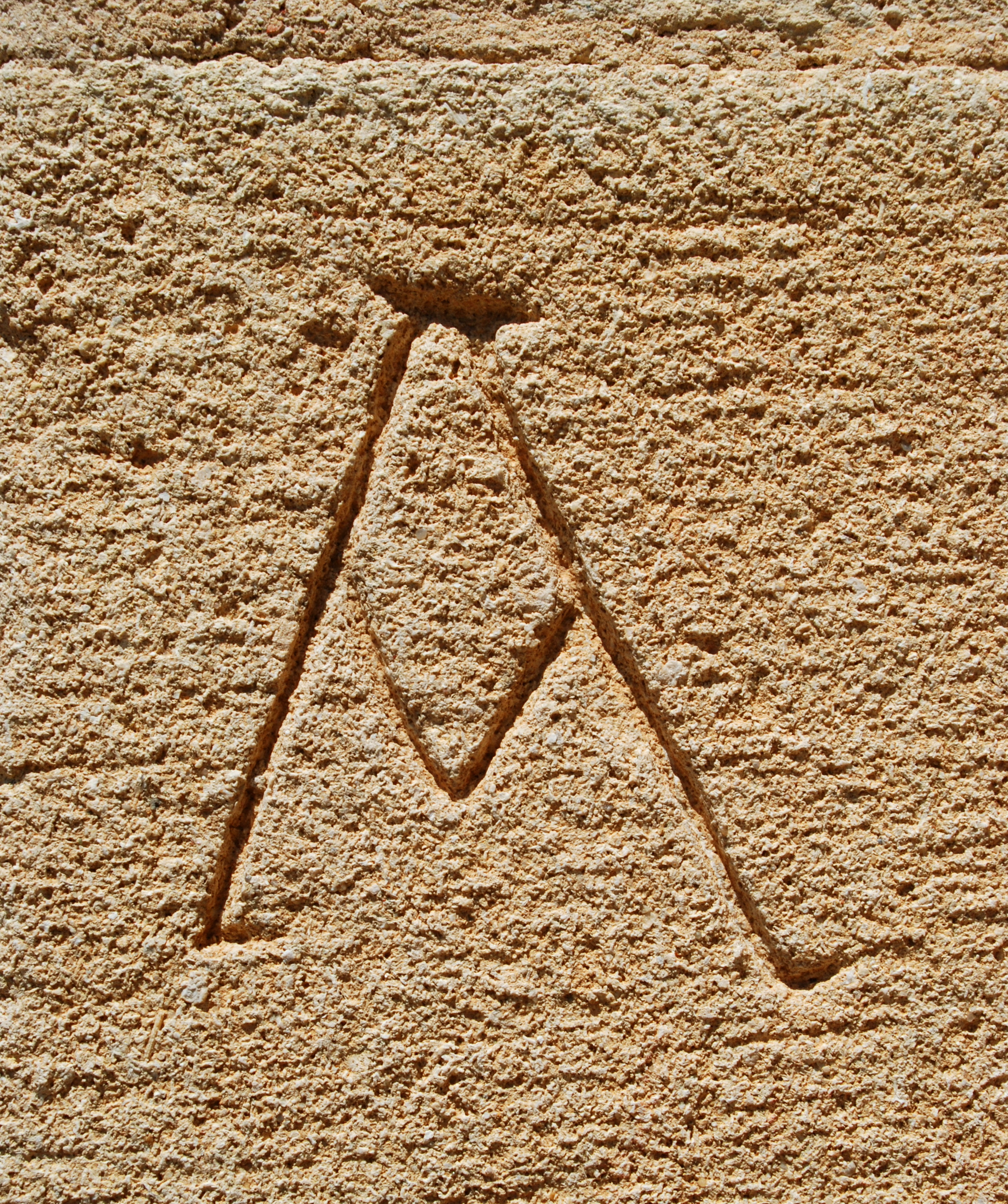
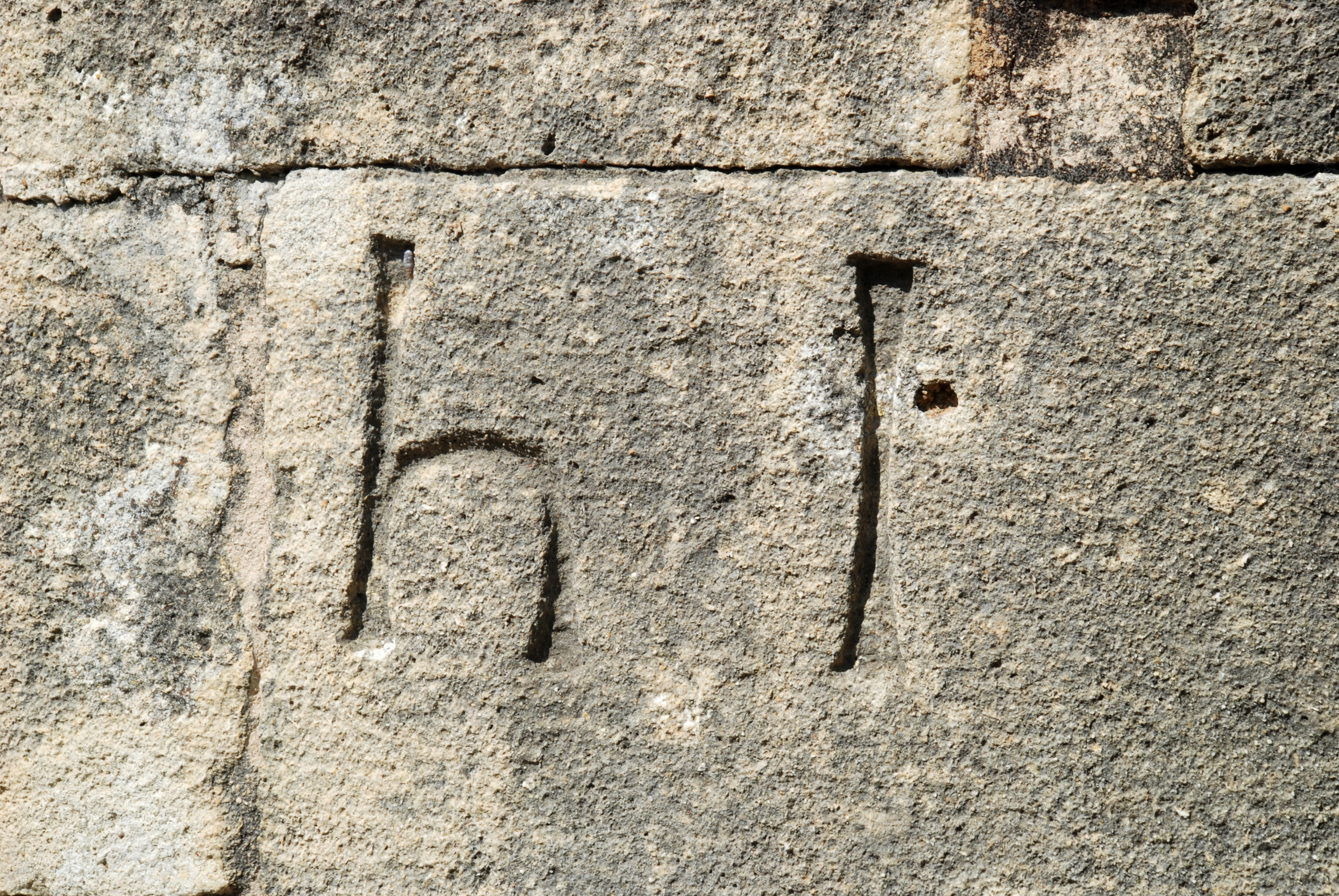

## En l'entorn dels picapedrers
Els reglaments publicats a Escòcia el 1598 pel mestre d'obres de James VI, William Schaw, declaraven que, a l'ingrés en el gremi, cada maçonista havia d'inscriure el seu nom i la seva marca en un registre.
Hi ha tres tipus de marques que fan servir els picapedrers.
1. Les marques de picapedrer es feien sobre pedres abans de ser enviades per ser utilitzades pels maçons. Aquestes marques servien per identificar el picapedrer que havia preparat les pedres al seu administrador de pagues. Aquest sistema es feia servir només quan es pagava la pedra per mesura, més que per temps treballat. Per exemple, el contracte de 1306 entre Richard de Stow, maçoner i el degà i el capítol de la catedral de Lincoln, especificava que el mur normal es pagaria per mesura, i de fet es troben marques de picapedrer als blocs de paret d'aquesta catedral. Per la seva banda, els maçons responsables de la paret de les parts orientals de la catedral d'Exeter van ser pagats per setmana i, per tant, en aquesta part de la catedral hi ha poques marques de picapedrer. Aquestes constitueixen la majoria de marques de picapedrer i s'entenen generalment quan s'utilitza el terme sense més especificacions.[14]
2. Les marques de muntatge es van utilitzar per assegurar la correcta instal·lació d'importants peces de pedra. Per exemple, les pedres dels brancals de la finestra de l'església de Luffenham del nord a Rutland estan marcades amb un número romà, dirigint l'ordre en què s'havien d'instal·lar.
3. Les marques de pedrera eren utilitzades per identificar la font d'una pedra, o ocasionalment la qualitat.

## En la Francmaçoneria
La francmaçoneria, un orde fraternal que utilitza una analogia amb l'art de picapedrer durant gran part de la seva estructura, també fa ús de marques. A un francmaçó que obtingui el títol de Mestre francmaçó, se li demanarà que creï la seva pròpia marca, com a tipus de signatura única o distintiu identificatiu. Alguns d'aquests poden ser força elaborats.

## Galeria

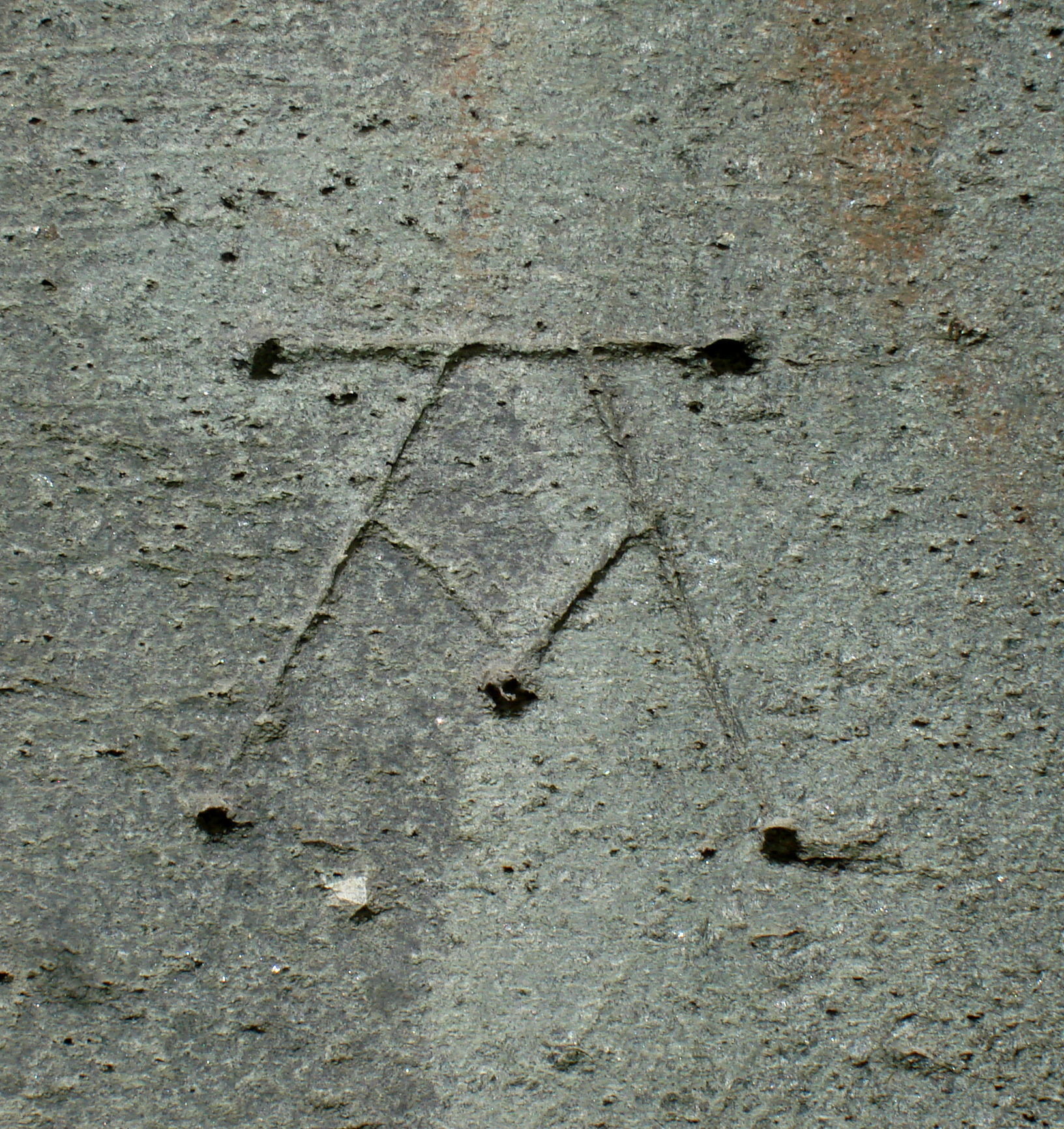
Marca de picapedrer de la catedral de Nidaros, Trondheim, Noruega, finals del segle xii.
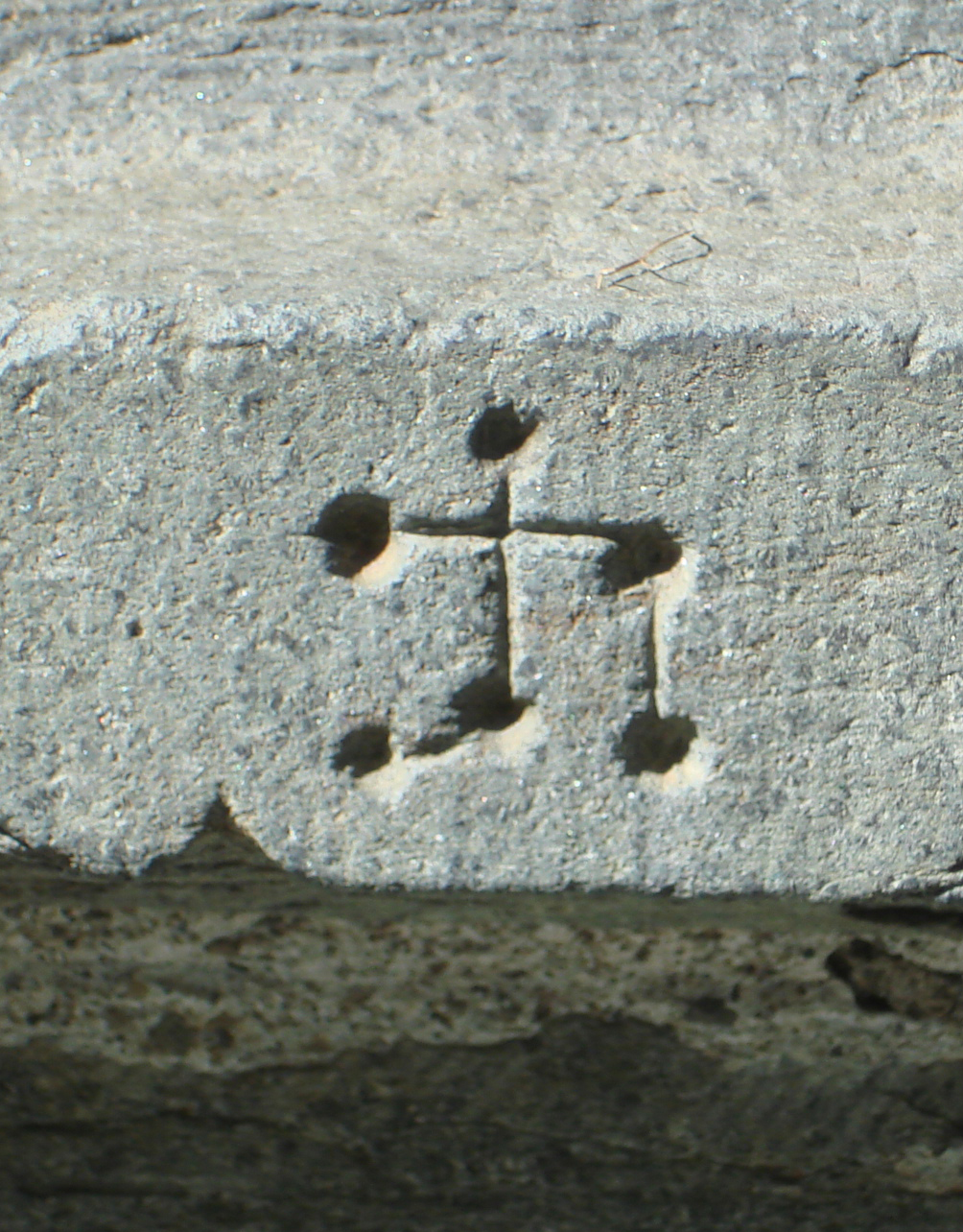
Marca de picapedrer de la catedral de Nidaros, Trondheim, Noruega, principis del segle xiv.
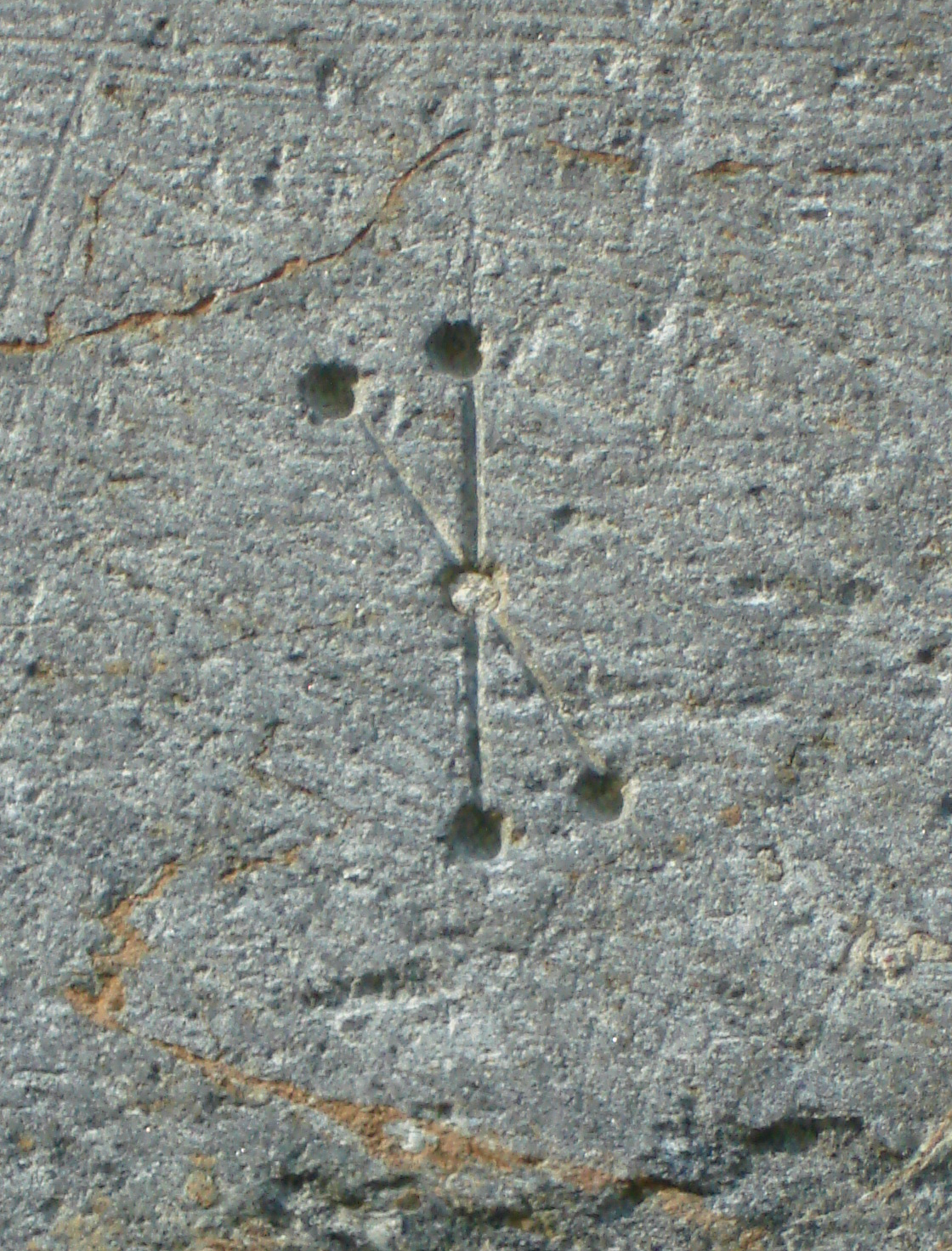
Marca de picapedrer de l'església Vår Frue, Trondheim, Noruega, segle xii.
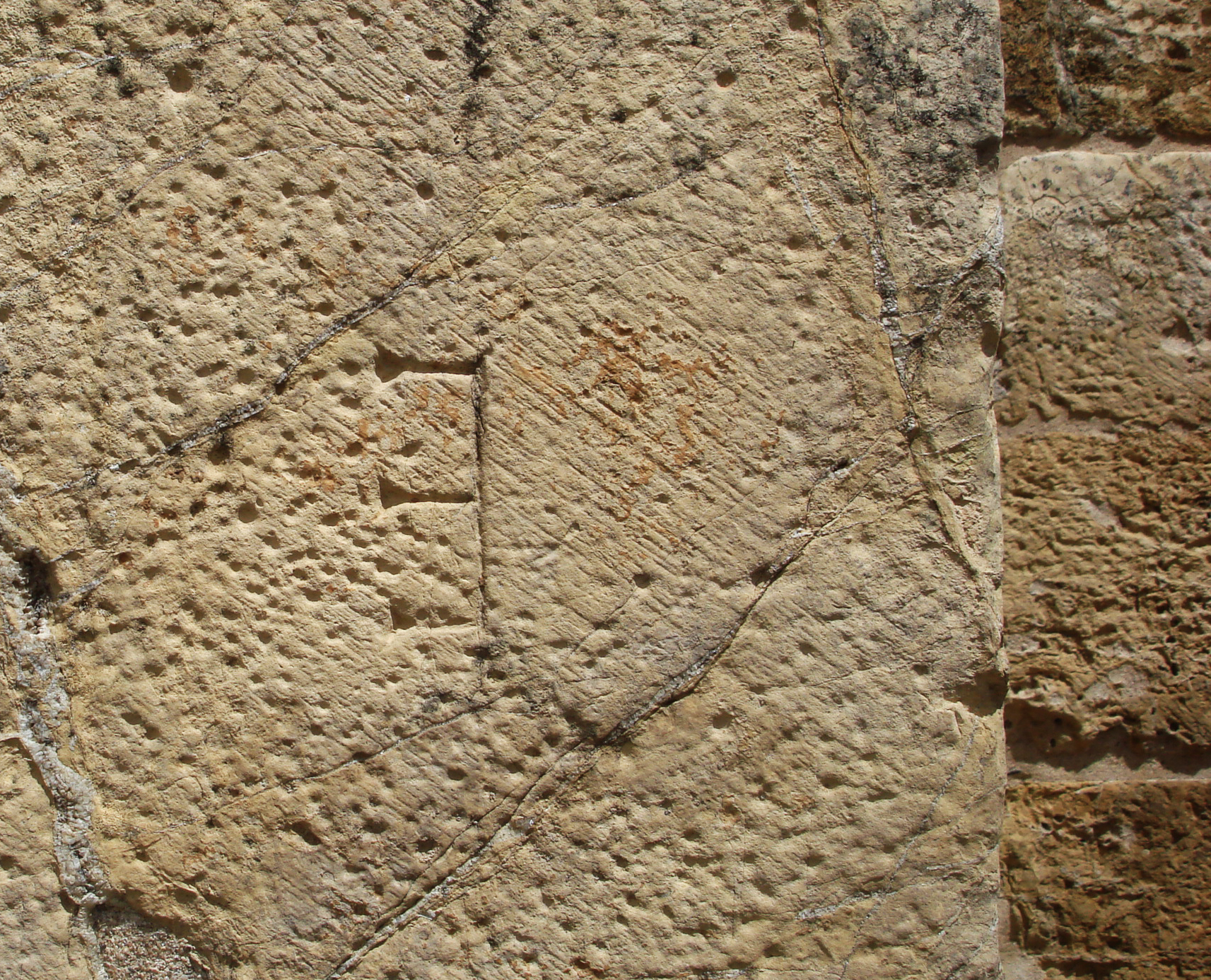
Marca de picapedrer de l'exterior de la Seu Vella de Coïmbra, Portugal, segle xii.
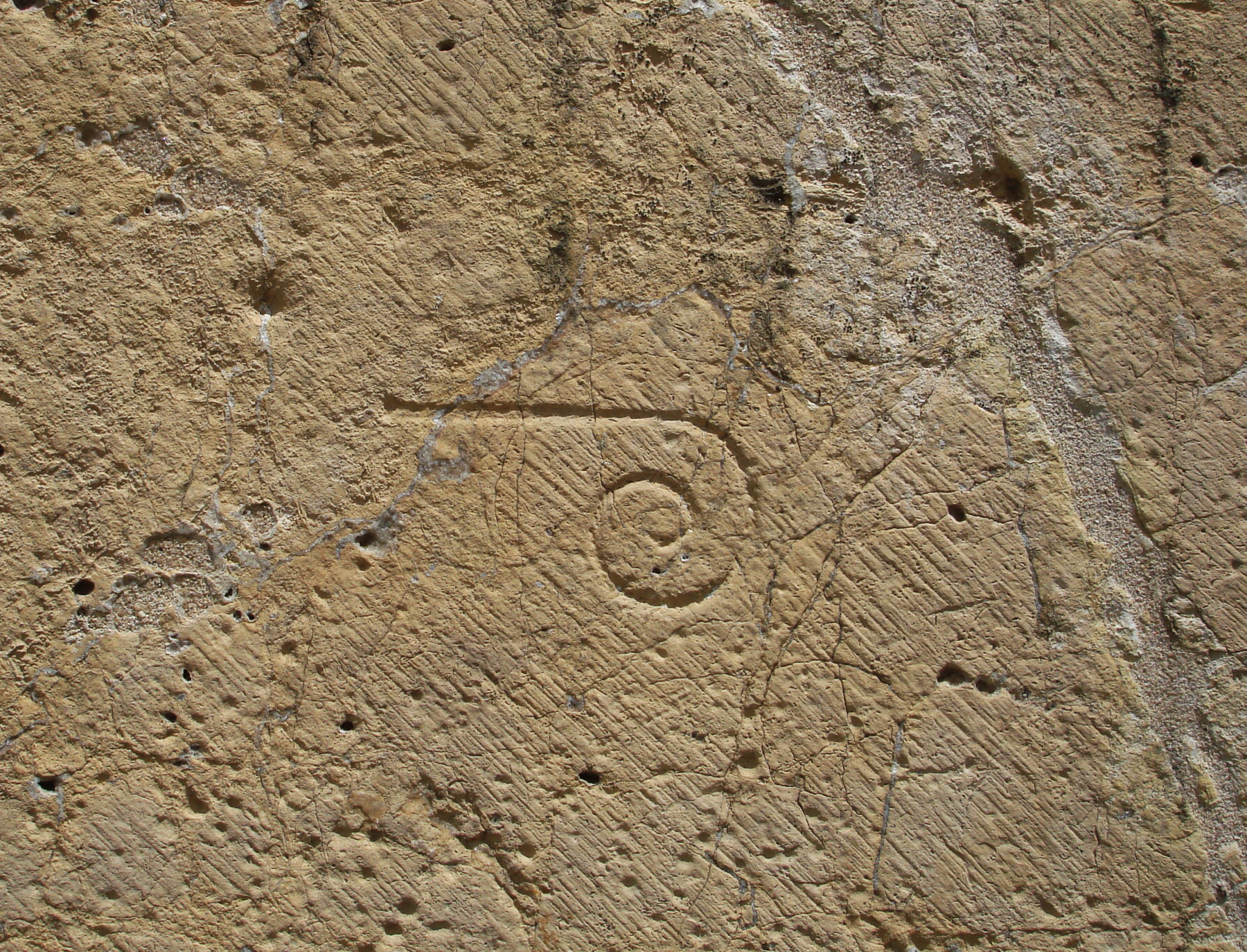
Marca de picapedrer de l'exterior de la Seu Vella de Coïmbra, Portugal, segle xii.
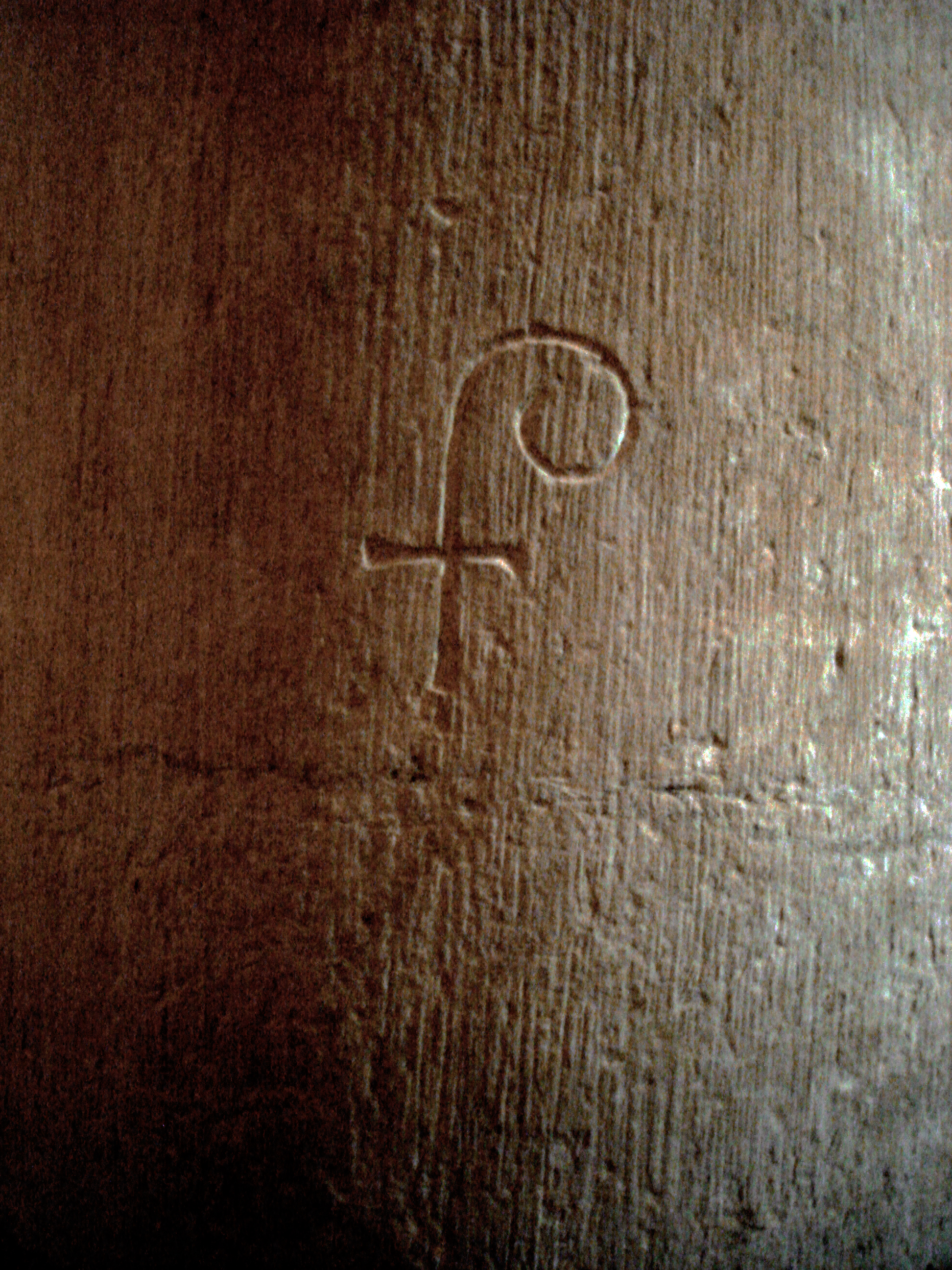
Marca de picapedrer de la columna interior de la Seu Vella de Coïmbra, Portugal, segle xii.
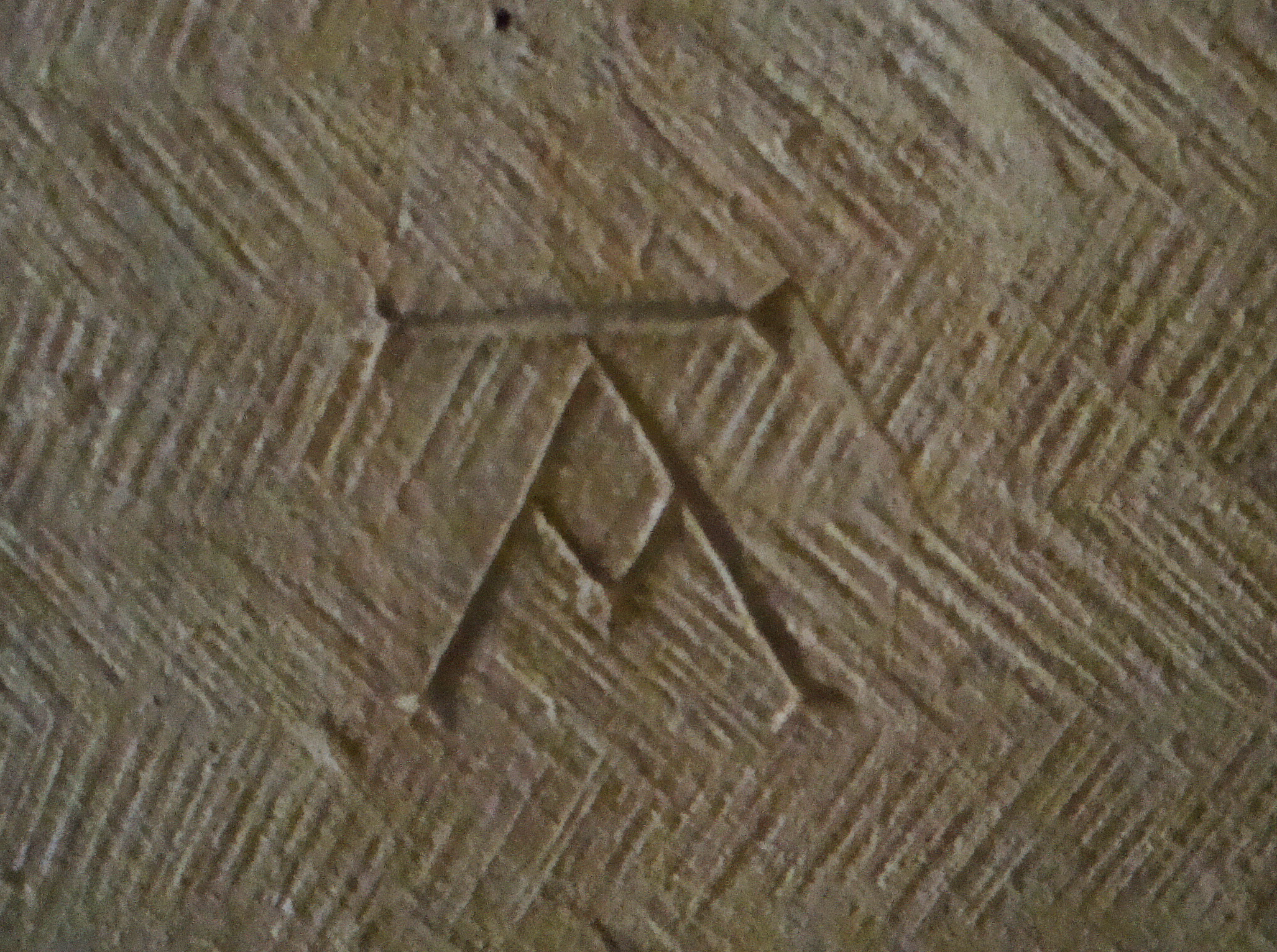
Marca de picapedrer a l'Eglise Saint-Honorat a la necròpolis Alyscamps a Arles, França, principis del segle xiii.
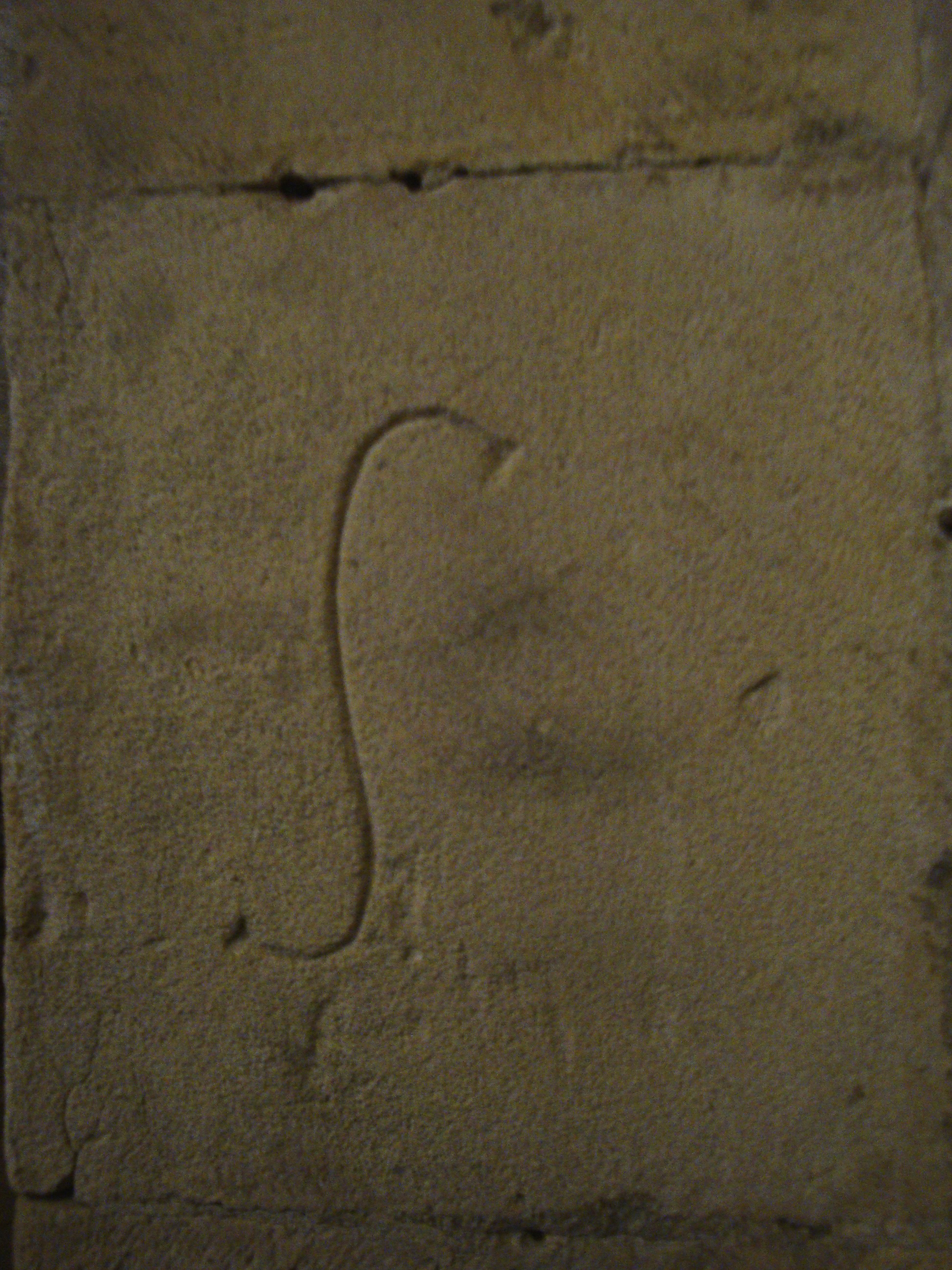
Marca de picapedrer a l'Eglise Saint-Honorat a la necròpolis Alyscamps a Arles, França, principis del segle xiii.
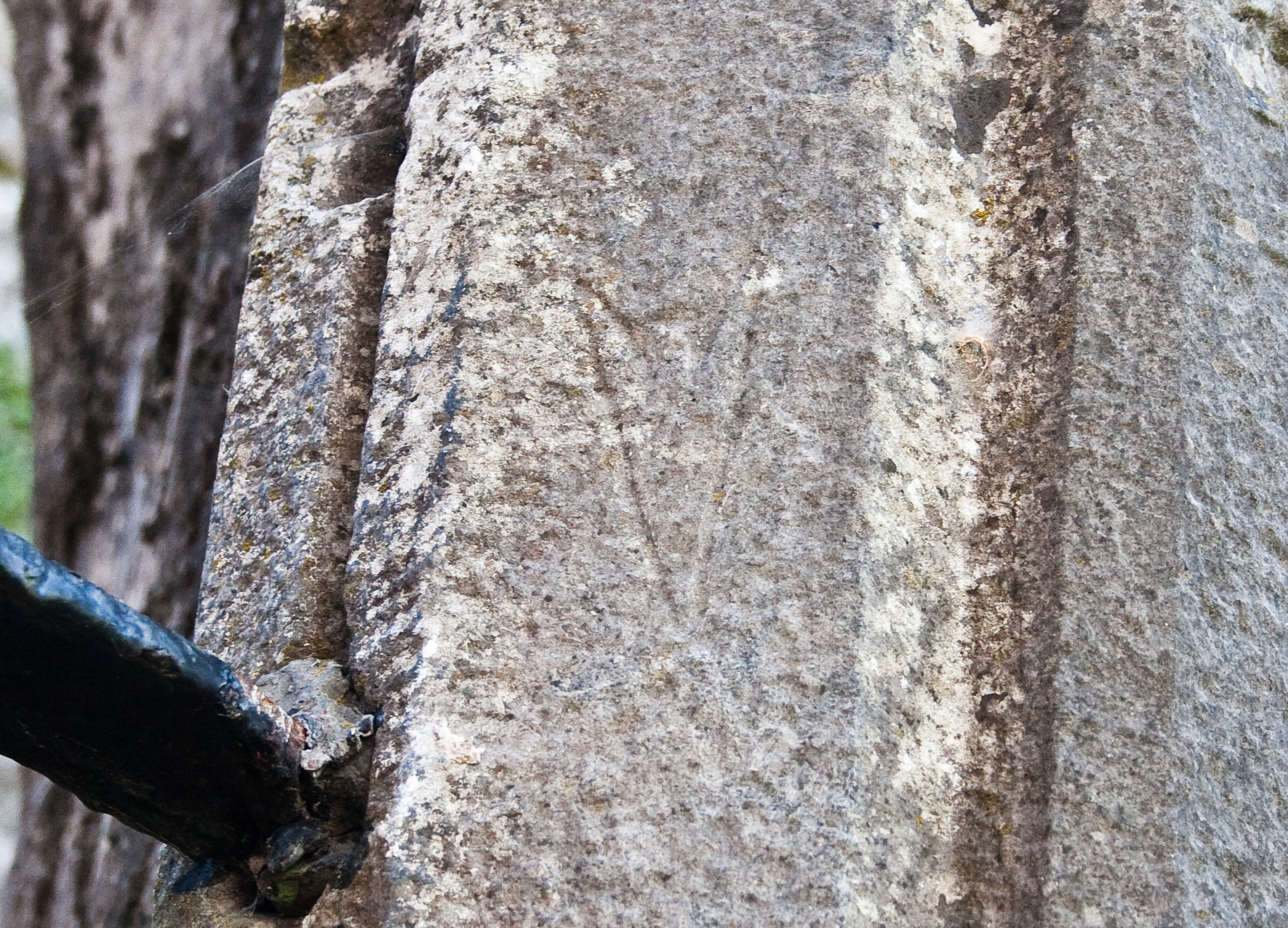
Marca de picapedrer en forma de fletxa a Prory Athenry, Irlanda, segle xiii
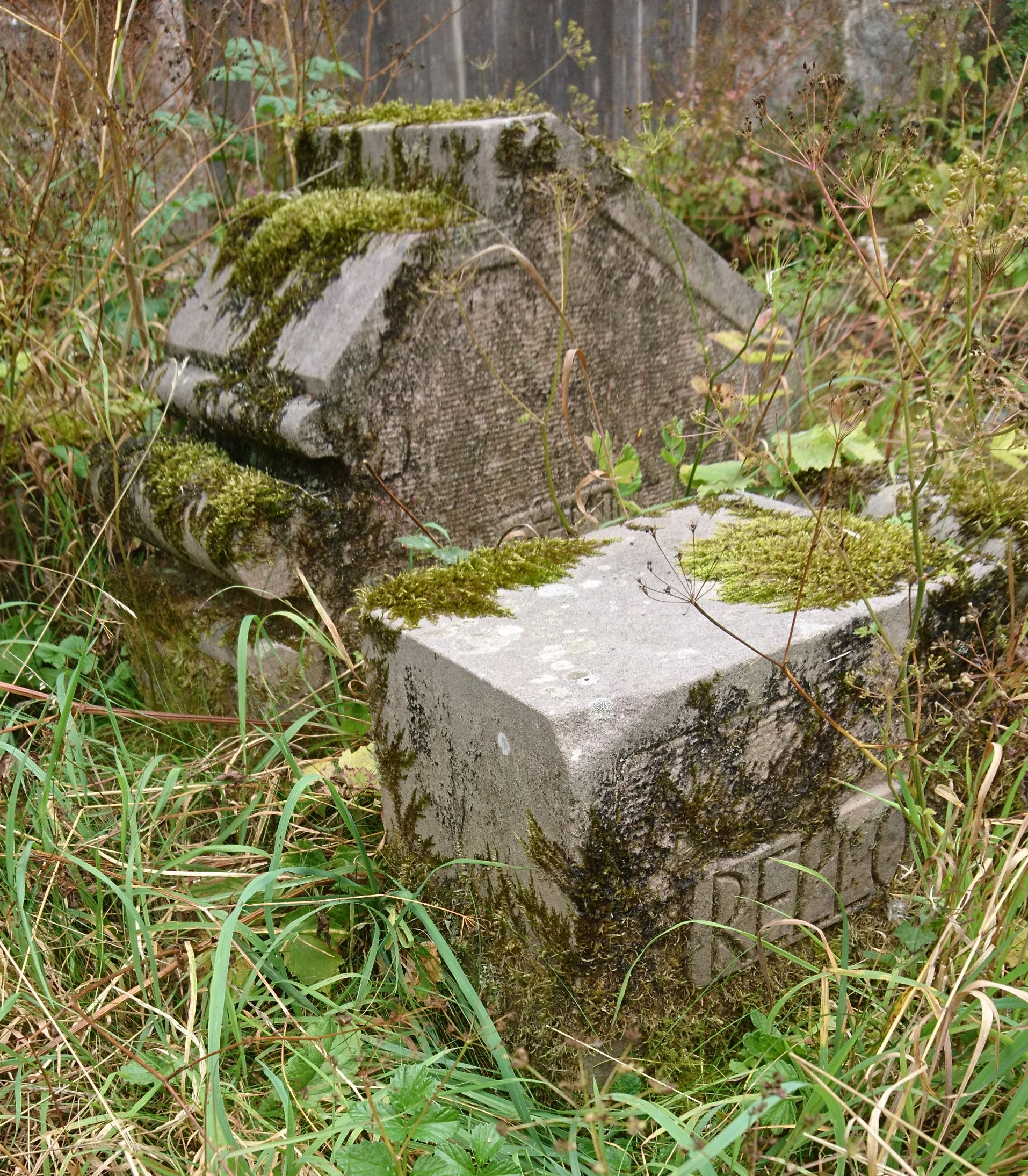
Marques personals en dues pedres del Fountains Mill, Yorkshire, que es van donar forma al molí quan es tractava d'un Banker's Shop (taller de picapedrers). Segle XX.
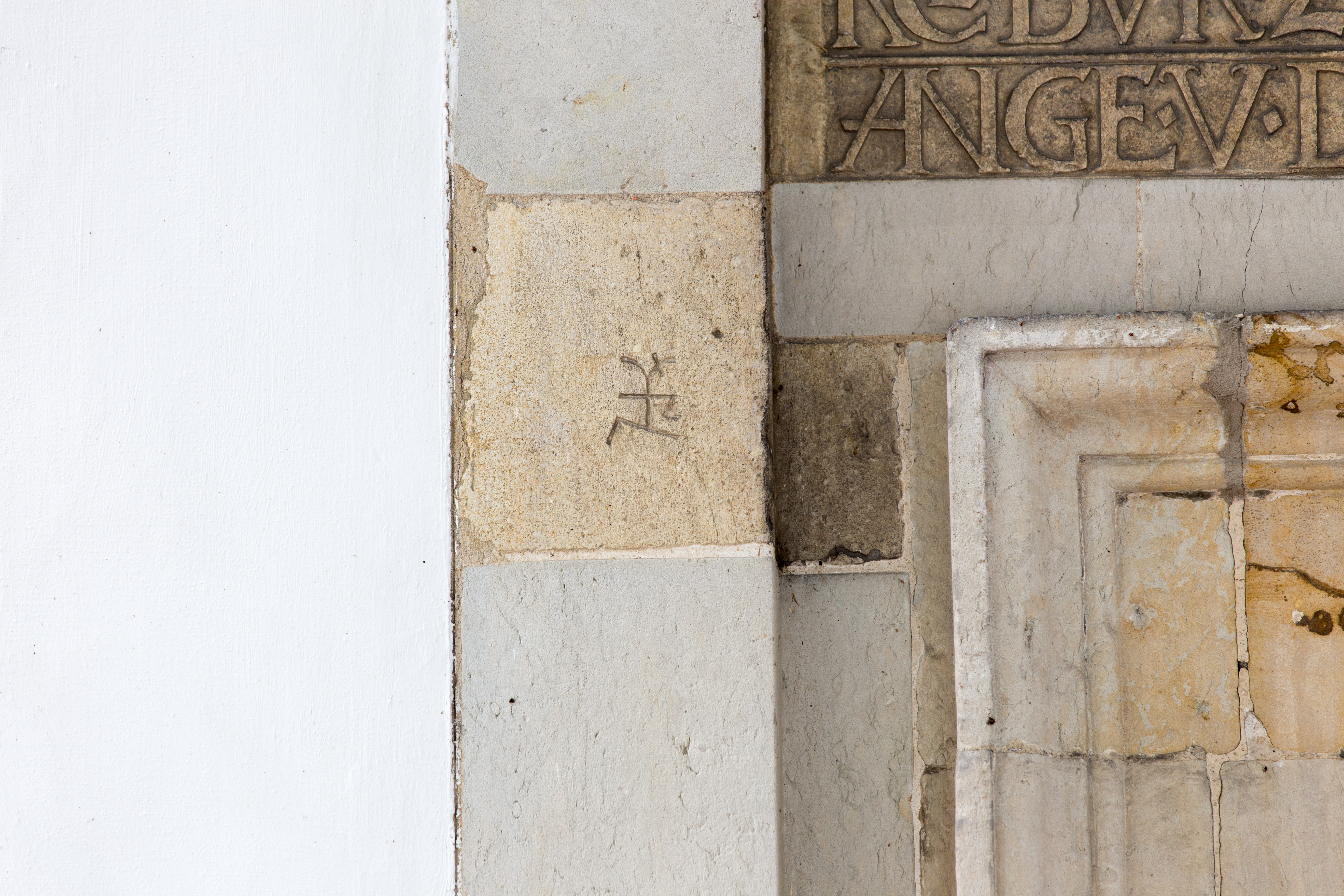
Marca de picapedrer a prop de la llinda del Jagdschloss Grunewald, Alemanya
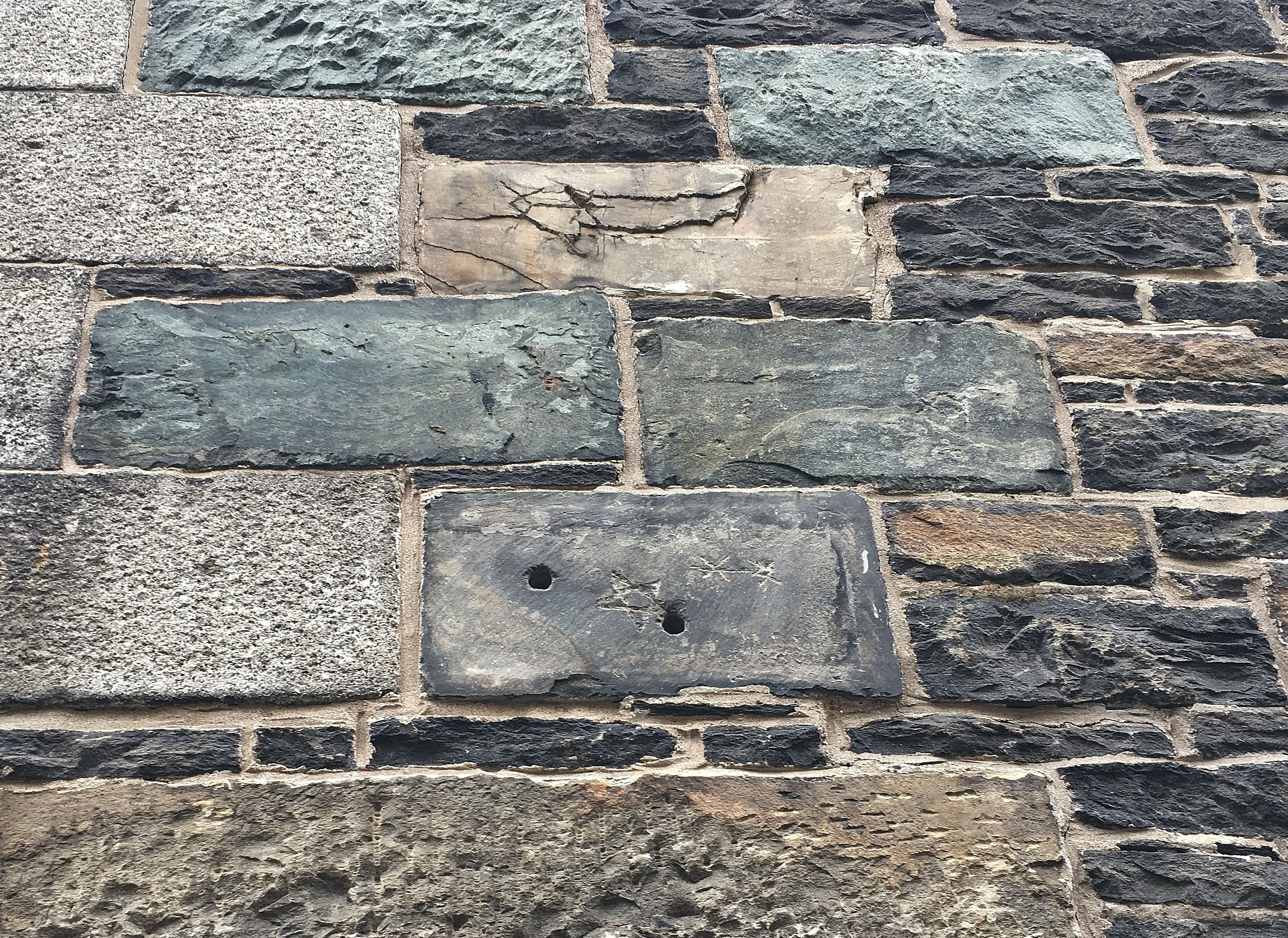
Marca de picapedrer a la paret de Henry House a Halifax, Nova Escòcia, Canadà, que va ser construïda el 1834.

## Casos particulars

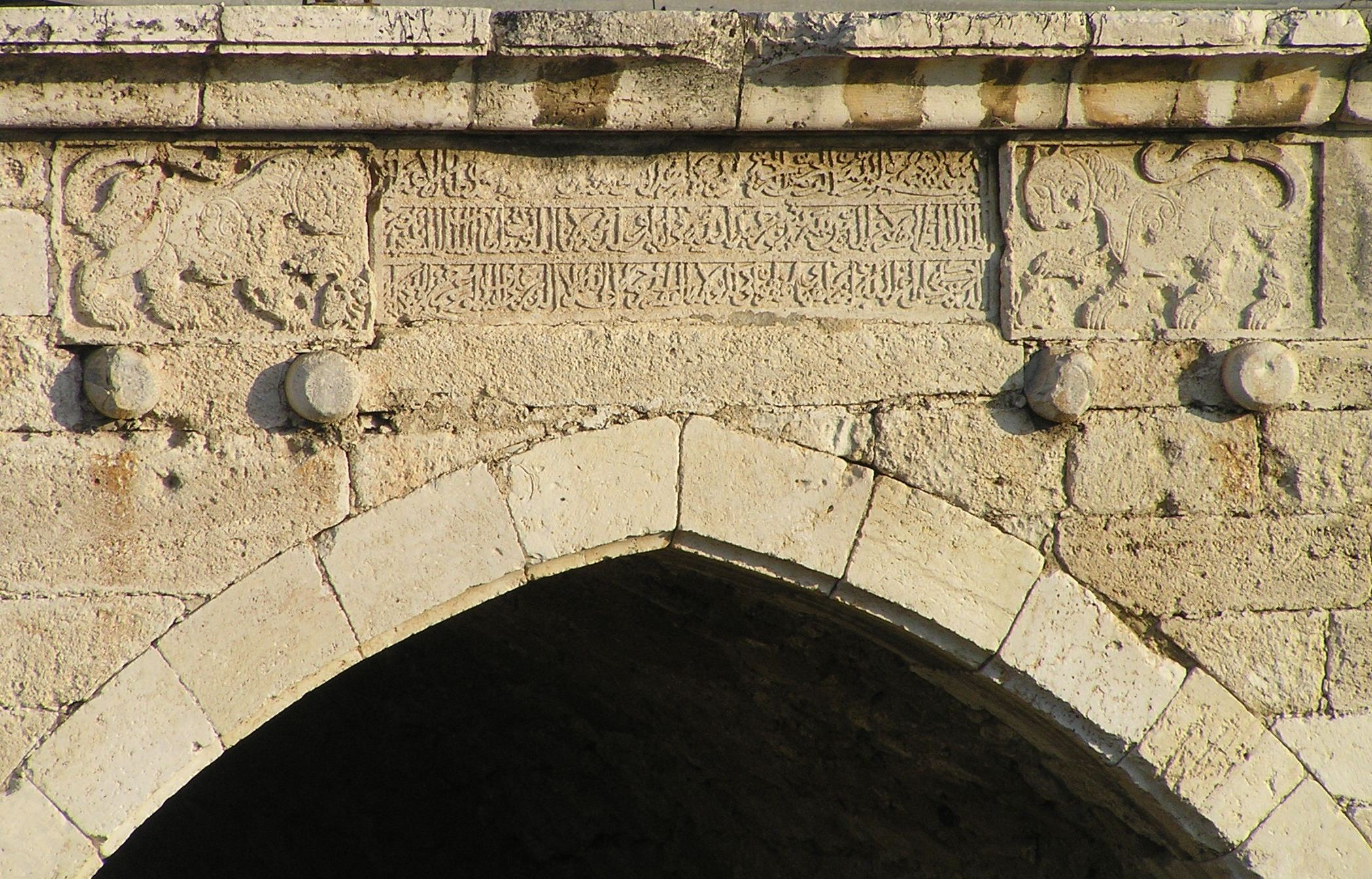
Detall del pont de Bàybars I prop de l'actual Lod a Israel.

Les obres generals sobre el tema no sempre són fàcils de consultar. D'altra banda hi ha molts estudis particulars sobre un monument determinat i els seus símbols lapidaris.
- Muralles romanes de Tarragona.[15][16]
- Pont del Diable (Martorell).[17]
- Arc de Berà.[18][19]
- Torre dels Escipions.[20]
- Catedral de Barcelona.[21]
- Església de Santa Maria de Cervera.[22]
- El pont de Bàybars I. Lod fou ocupada pel sultà Bàybars I el 1267/1268. L'església fou desmantellada i les seves pedres es van usar per construir un pont al nord de la ciutat (abril del 1273).[23]
- Catedral de Toul, sota l'advocació de Sant Esteve. La construcció de l'edifici va començar pel cor, a inicis del segle xiii, que no va ser acabat fins al xvi. La façana, que recau sobre la Place du Parvis, es va edificar entre 1460 i 1496 en estil gòtic flamíger. L'enquadren dues torres octogonals de 65 m d'altura. El claustre és un dels majors de França i va ser construït en els segles xiii i xiv.[24]
- La Seu de Manresa.[25]